# Cerastium zhiguliense
Cerastium zhiguliense är en nejlikväxtart som beskrevs av S.V. Saksonov. Cerastium zhiguliense ingår i släktet arvar, och familjen nejlikväxter. Inga underarter finns listade i Catalogue of Life.

## Bildgalleri

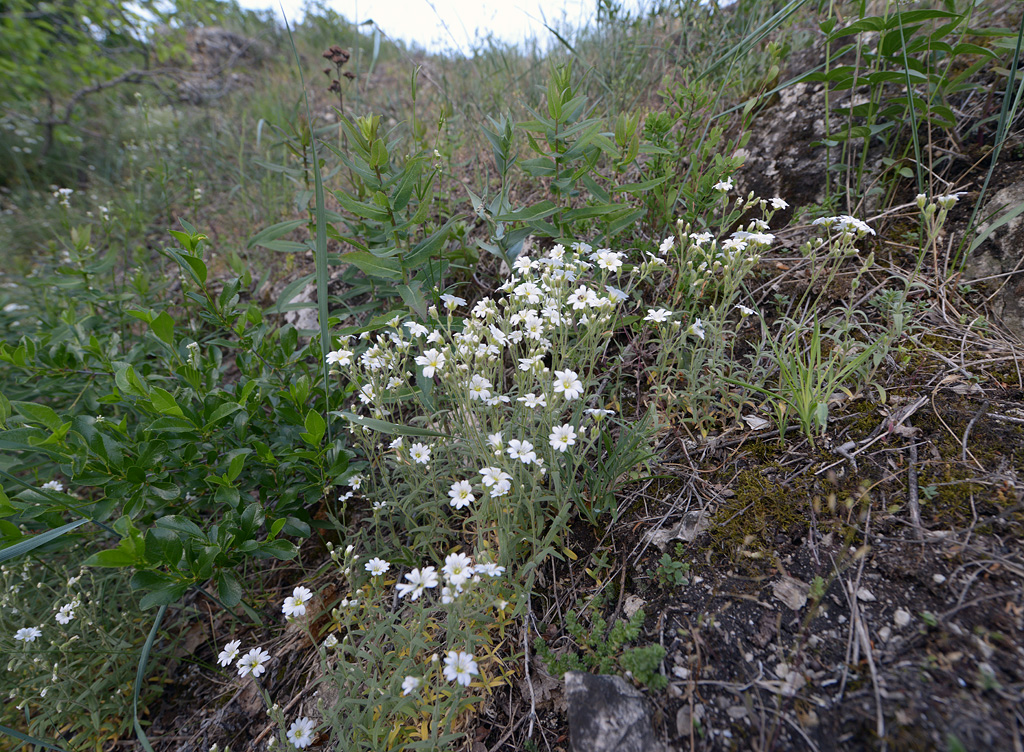